# Quận Monroe, Indiana
Quận Monroe là một quận thuộc tiểu bang Indiana, Hoa Kỳ. Quận có dân số vào khoảng 137,974.

## Lịch sử
Quận Monroe được lập vào năm 1818 từ một số phần của Quận Orange. Quận được đặt tên theo James Monroe, tổng thống thứ 5 của Hoa Kỳ, người giữ vai trò này từ năm 1817 đến năm 1825.

## Địa lý
Điều tra dân số Hoa Kỳ năm 2010, quận có tổng diện tích là 411,32 dặm vuông Anh (1.065,3 km2), với 394,51 dặm vuông Anh (1.021,8 km2) (hay 95.91%) là đất và 16,81 dặm vuông Anh (43,5 km2) (hay 4.09%) là nước.